# Athenree
Athenree est un village rural et une petite ville côtière située dans le District de la Baie de l'Abondance Occidentale de l’Île du Nord de la Nouvelle-Zélande.

## Situation
Le village siège sur la berge nord de la Baie de Tauranga, et est séparé de la localité de Waihi Beach par le fleuve Waiau de la région de Coromandel sur son côté nord et est.

## Équipement
La zone comprend le parc de vacances avec des sources chaudes et l’Athenree Wetland, qui comprend un chemin de randonnées.

## Toponymie
Le village fut nommé pour la ville d’Athenry dans le Comté de Galway, en Irlande par les colons arrivés en 1878, comprenant le Capitaine Hugh Stewart (un frère de George Vesey Stewart (en)) et sa femme : Adela Blanche Stewart (en), qui écrivit un livre à propos de leurs expériences appelé : My Simple Life in New Zealand.
Le village eut initialement du succès du fait l’ouverture en 1878 de la mine d’or de Martha au niveau de la localité de Waihi, et plus tard par le développement de l’industrie laitière.

## Démographie
Le secteur d’Athenree couvre 1,26 km2 a une population estimée à 900 habitants en juin 2022 avec une densité de population de 714 personnes par km2.

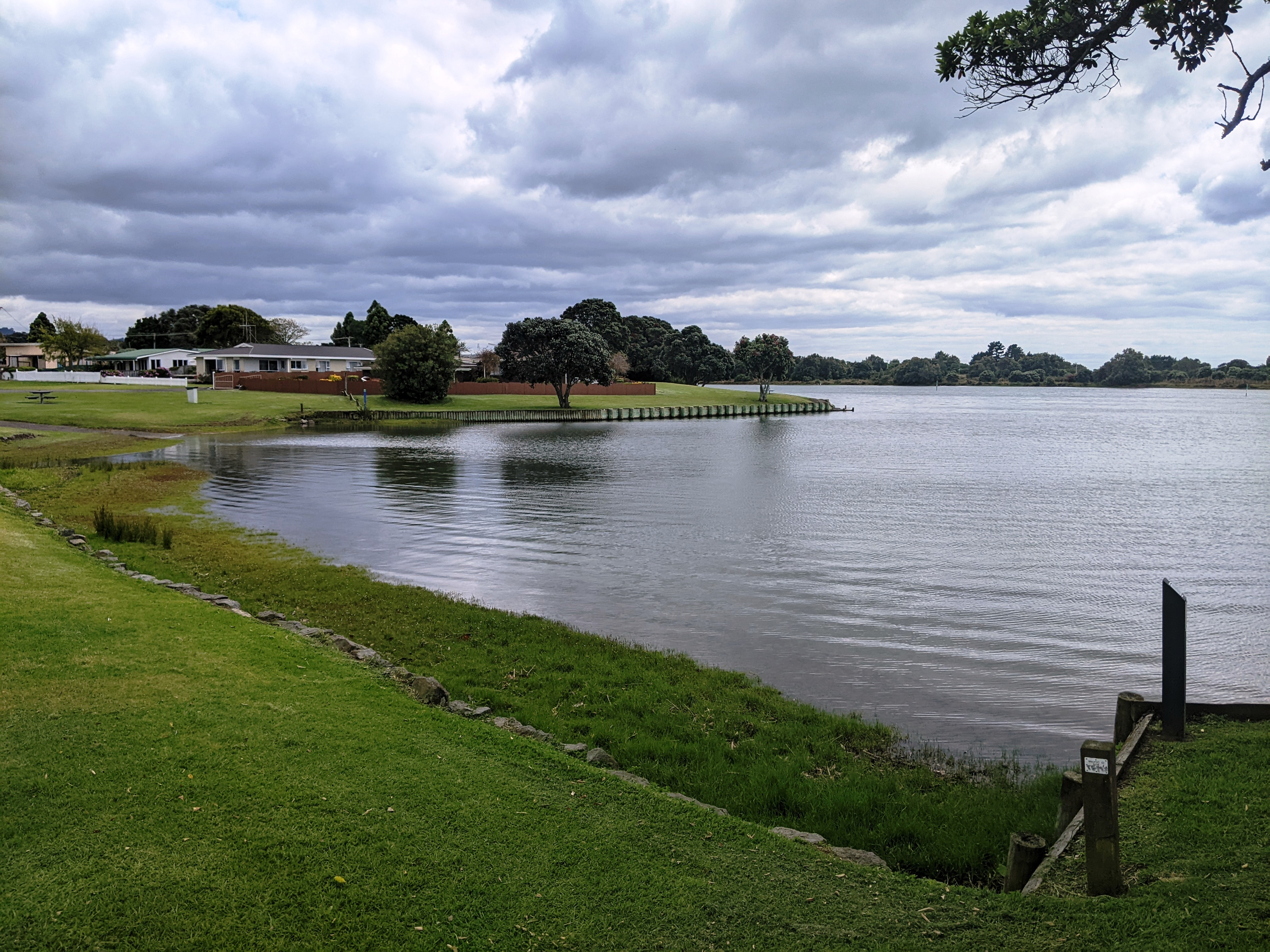
Waione Avenue Reserve sur le fleuve Waiau de Coromandel

La localité d’Athenree avait une population de 804 habitants lors du recensement néo-zélandais de 2018, en augmentation de 129 personnes (19,1 %) depuis le recensement néo-zélandais de 2013 et une augmentation de 192 personnes (31,4 %) depuis le recensement de 2006 en Nouvelle-Zélande.
Il y avait 291 logements, comprenant 381 hommes et 426 femmes, donnant un sexe-ratio de 0,89 homme pour une femme.
L’âge médian est de 55,2 ans (comparé avec les 37,4 ans au niveau national), avec 123 personnes (15,3 %) âgées de moins de 15 ans, 84 personnes (10,4 %) âgées de 15 à 29 ans, 342 personnes (42,5 %) âgées de 30 à 64 ans et 258 personnes (32,1 %) âgées de 65 ans ou plus.
L’ethnicité était pour 92,2 % européens/Pākehās, 13,8 % māoris, 1,1 % peuple du Pacifique (en), 1,5 % d’origine asiatique (en), et 2,2 % d’une autre ethnicité.
Les personnes peuvent s’identifier de plus d’une ethnicité en fonction de l’origine de leurs parents.
Le pourcentage de personnes nées outre-mer était de 20,1 %, comparé aux 27,1 % au niveau national.
Bien que certaines personnes choisissent de ne pas répondre à la question du recensement concernant leur affiliation religieuse, 56,3 % n’ont aucune religion, 34,7 % sont chrétiens (en), 0,7 % ont des croyances religieuses Māoris (en) et 1,9 % ont une autre religion.
Parmi ceux d’au moins 15 ans d’âge, 129 personnes (18,9 %) ont une licence ou un degré supérieur et 126 personnes (18,5 %) n’ont aucune qualification formelle.
Le revenu médian était de 26,500 $, comparé avec les 31,800 $ au niveau national. 81 personnes (11,9 %) gagnent plus de 70,000 $ comparé avec les 17,2 % au niveau national.
Le statut d’emploi de ceux d’au moins 15 ans d’âge, est pour 246 personnes (36,1 %) employés à plein temps , 120 personnes (17,6 %) sont à temps partiel et 27 personnes (4,0 %) sont sans emploi.